# 解放报
《解放报》（法語：Libération，法語發音：[li.be.ʁa.sjɔ̃]），又譯《自由人报》，是一份法国报纸，立场偏左。1973年创建于巴黎，创办人为让-保罗·萨特与塞尔日·朱利。2007年，解放报的发行量达140,000。该报也是法国第一个建有官方网站的日报。2013年，发行量达约101,000份。

## 相关项目
- 中日新闻 - 日本报纸